# 威廉一世 (黑森-羅滕堡)
威廉一世（德語：Wilhelm I. von Hessen-Rotenburg，1648年5月15日—1725年11月20日），黑森-羅滕堡伯爵，1693年至1725年在位。

## 家庭
1669年，威廉與勒文施泰因-韋爾特海姆-羅什福爾親王馬克西米利安·卡爾的姐姐瑪麗亞·安娜（Maria Anna）結婚，兩人共有1子2女：
1. 瑪麗·艾蕾諾爾（1675年—1720年）
2. 伊莉莎白（德语：Elisabeth Catharina Felicitas von Hessen-Rotenburg）（1677年—1739年）
3. 恩斯特·利奧波德（1684年—1749年）